# Bronisław Pieracki
Bronisław Wilhelm Pieracki (ur. 28 maja 1895 w Gorlicach, zm. 15 czerwca 1934 w Warszawie) – polski polityk, legionista, pułkownik dyplomowany piechoty Wojska Polskiego (dowódca jednego z odcinków obrony Lwowa podczas wojny polsko-ukraińskiej 1918–1919), pracownik Ministerstwa Spraw Wojskowych, a następnie sekretarz stanu w tym resorcie (od 19 kwietnia 1929 do 4 grudnia 1930), poseł na Sejm II i III kadencji w II RP z ramienia Bezpartyjnego Bloku Współpracy z Rządem (1928 i 1930–1934, przez pewien czas wiceprezes BBWR), II zastępca szefa Sztabu Generalnego (od 9 października 1928 do 19 kwietnia 1929), wicepremier w rządzie Walerego Sławka (od 5 grudnia 1930 do 28 maja 1931), minister bez teki (od 28 maja do 23 czerwca 1931), minister spraw wewnętrznych w rządach Aleksandra Prystora, Janusza Jędrzejewicza i Leona Kozłowskiego (od 23 czerwca 1931 do 15 czerwca 1934), jeden z najbliższych współpracowników Józefa Piłsudskiego po przewrocie majowym, zaliczany do czołowych członków tzw. grupy pułkowników. Zabity przez członka Organizacji Ukraińskich Nacjonalistów, Hryhorija Maciejko.

## Wczesne lata
Urodził się w rodzinie Stanisława Jana Pierackiego (1849–1929), naczelnika straży skarbowej, oraz Eugenii Marii z domu Budziszowskiej. Jego rodzicami chrzestnymi byli Bronisław Ajdukiewicz oraz Julia Marcela Wiśniewska. Rodzina Pierackich osiadła w Galicji, uchodząc przed prześladowaniami rosyjskimi tuż po powstaniu listopadowym. Pieraccy często nawiązywali do tradycji niepodległościowych – dziadek Bronisława brał udział we wspomnianym powstaniu. Rodzina była wielodzietna. Oprócz Bronisława (który był najmłodszym dzieckiem), na świat przyszli także: Zygmunt (1885–1944), Kazimierz (1891–1941), Tadeusz (zm. 1941), Wanda (1885–1937), Maria i Jadwiga.
Pieracki dzieciństwo i młodość spędził w Nowym Sączu. Mieszkanie rodziny Pierackich znajdowało się przy ul. Matejki 27. Zarówno Bronisław, jak i Kazimierz, uczęszczali do I Gimnazjum Filologicznego w Nowym Sączu. Najmłodszy z braci uczył się tam w latach 1906–1914. Nie był wyróżniającym się uczniem. W maju i czerwcu 1914 zdał maturę (język polski, język łaciński, greka klasyczna).
Już w tym czasie Bronisław Pieracki działał w tajnych stowarzyszeniach niepodległościowych. Był członkiem tzw. Duchowców, nazywanych tak od nazwiska ich założyciela – Kazimierza Ducha. Organizacja ta sympatyzowała z Polską Partią Socjalistyczną. Wśród innych członków Duchowców wymienić można np. późniejszego generała, Józefa Kustronia. W 1912 organizacja ta połączyła się z innym nowosądeckim tajnym stowarzyszeniem o podobnym profilu – Promienistymi. Nowy podmiot był nazywany Jastrzębiami lub Związkiem Jastrzębi. Pieracki był jednym z trzech głównych liderów tej organizacji. Jastrzębie dały początek późniejszej Drużynie Strzeleckiej, powstałej w 1913. Bronisław Pieracki angażował się także w działalność harcerską (m.in. we wrześniu 1913 przeprowadził ćwiczenia, w których wzięło udział kilka drużyn harcerskich i członkowie Związku Strzeleckiego).

## Legiony Polskie

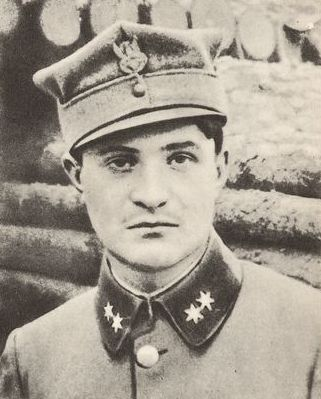
Bronisław Pieracki podczas służby w II Brygadzie Legionów

W 1913 ukończył szkołę oficerską Związku Strzeleckiego w Nowym Sączu, uzyskując stopień chorążego. Był już wtedy członkiem Związku Walki Czynnej. W kolejnych miesiącach pogłębiał swą edukację wojskową – m.in. wziął udział w letniej szkole drużyniackiej (lipiec 1914) i w kursie instruktorów w Szkole Podstawowej nr 1 w Nowym Sączu (prowadzonym przez Michała Żymierskiego). Po wybuchu I wojny światowej Pieracki zgłosił się do grupy ochotników, którą dowodził jego brat Kazimierz. Wkrótce potem 96 osób, będących członkami nowosądeckiego Strzelca i harcerzy, wyruszyła do Krakowa, aby wstąpić do formujących się Legionów Polskich.
Bronisław Pieracki wszedł w skład Legionu Zachodniego, formacji wojskowej utworzonej w Krakowie 27 sierpnia 1914 ze Związku Strzeleckiego, Polskich Drużyn Strzeleckich okręgu krakowskiego i Związku Drużyn Podhalańskich. Został dowódcą plutonu. Funkcję tę sprawował do maja 1915. Następnie dowodził 7 kompanią wchodzącą w skład 2 pułku piechoty Legionów, będącego częścią II Brygady Legionów. W październiku 1914 oddziały te zostały skierowane na Węgry i Ukrainę. Pułk Pierackiego brał udział w bitwach pod Zieloną (19 października 1914), Mołotkowem (29 października 1914), Pasieczną (30 października 1914) i pod Rafajłową (23–25 stycznia 1915). Ciężkie walki prowadzono przez cały listopad 1914.
Dalszy szlak bojowy oddziału Pierackiego to m.in. walki na terenach dzisiejszej północnej Rumunii. W styczniu 1915 pułk brał udział w bitwie pod Kirlibabą (18–22 stycznia 1915), pod Brasą, Łopusznem (10 lutego 1915), Tłumaczem (5 marca 1915), Kolorówką (6 marca 1915) i Bortnikami (9 marca 1915). W Kołomyi z pułku wyodrębniono IV batalion, który następnie posłużył za bazę do utworzenia 4 pułku piechoty Legionów. Powstał on w Piotrkowie Trybunalskim, a dowództwo nad nim objął płk Bolesław Roja. Służyli w nim głównie ochotnicy z Podhala i Królestwa Polskiego. W maju 1915 pułk został włączony w skład III Brygady Legionów Polskich. Był wówczas dowódcą 7 kompanii 4 pułku piechoty (jednym z młodszych). 15 lipca 1915 jego oddział został skierowany na front.

Chrzest bojowy pułk przeszedł podczas bitwy pod Jastkowem 30 lipca 1915. W trakcie tego starcia Bronisław Pieracki został ciężko ranny – kula trafiła go w pierś. W pośmiertnej publikacji na jego cześć, wydanej w 1934, tak opisywano to wydarzenie: 

W szturmie celem wzmocnienia lewego skrzydła brała udział i 7 kompania 2 batalionu. Przechodząc z rezerwy do linii, zaskoczona straszliwym ogniem, nie mogła posunąć się naprzód, wtedy to porucznik Bronisław Pieracki przykładnie wysunął się na czoło, by porwać za sobą ludzi. W tej chwili raniony kulą w pierś, mimo strasznego bólu, wysiłkiem woli utrzymuje się na nogach, bojąc się, że gdy upadnie, cofną się jego ludzie. Przez dwie godziny sprawuje jeszcze komendę, aż z upływu krwi osłabłszy, pada na ziemię.

 Kula przeszła przez klatkę piersiową nad sercem, a pod obojczykiem. Pieracki trafił na kurację do Nowego Sącza. Przez kilka miesięcy przechodził rekonwalescencję, leżąc w nowosądeckim szpitalu św. Krzyża.
Wrócił na front w styczniu 1916. Do października tego roku walczył na Wołyniu. Objął wówczas (w zastępstwie) dowództwo II batalionu 4 pułku piechoty. Z tego okresu pochodzi bardzo pochlebna charakterystyka Pierackiego autorstwa jego dowódcy, Bolesława Roi: 

Charakter prawy i wypróbowany, temperament spokojny, w służbie energiczny, w bitwie bardzo odważny, dobrze orientujący się, w ogniu spokojny i inicjatywny, poza służbą wzorowy, wobec przełożonych bez zarzutu, o podwładnych troskliwy, wykształcenie wojskowe posiada bardzo dobre.

 W czasie służby awansował kolejno na podporucznika – 5 listopada 1914, porucznika – 26 maja 1915 i kapitana – 1 listopada 1916.
Podczas kryzysu przysięgowego odmówił złożenia przysięgi wierności cesarzowi niemieckiemu. W efekcie, we wrześniu 1917 został zdegradowany i wcielony do armii austro-węgierskiej (do 16 pułku Obrony Krajowej Krakau c.k. armii), w której służył do maja 1918. Przebywał wówczas we Włoszech. Ostatecznie został zwolniony z armii jako osoba niezdolna do służby ze względów zdrowotnych i powrócił do Lwowa. Następnie znalazł się w Krakowie, gdzie postanowił kontynuować edukację, rozpoczynając studia na wydziale filozoficznym Uniwersytetu Jagiellońskiego w semestrze letnim roku akademickiego 1916/1917. Z UJ odszedł już 26 września 1918.
W drugiej połowie sierpnia 1917 objął stanowisko dowódcy okręgu Polskiej Organizacji Wojskowej w Nowym Sączu a później we Lwowie. W tym czasie wznowił studia prawnicze na Uniwersytecie Jana Kazimierza. Ze względu na narastający konflikt pomiędzy Polakami a Ukraińcami, otrzymał od gen. Roi rozkaz tworzenia polskich oddziałów ochotniczych, składających się przede wszystkim z dawnych legionistów i członków POW. Podczas obrony Lwowa został mianowany dowódcą kluczowego odcinka XI, a następnie od 2 listopada 1918 sprawował funkcję dowódcy oddziałów w okręgu II. Potem był jeszcze oficerem łącznikowym V odcinka w Naczelnej Komendzie obrony miasta, dowódcą IV odcinka w Szkole im. Sienkiewicza (od 13 listopada 1918) oraz dowódcą oddziałów będących rezerwą miasta (od 21 listopada 1918). 24 listopada 1918 Pieracki otrzymał awans na majora, a nieco później został odznaczony Krzyżem Srebrnym Orderu Wojennego Virtuti Militari.

## Służba w Wojsku Polskim i praca ministerialna

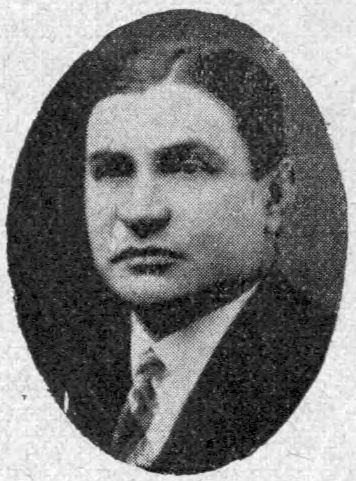
Bronisław Pieracki ok. 1928

Przyjęty 1 stycznia 1919 do Wojska Polskiego, z zatwierdzeniem posiadanego stopnia majora. Trafił do Warszawy, gdzie został skierowany do Komisji Weryfikacyjnej Legionów Polskich. W marcu 1919 przeszedł do pracy w Ministerstwie Spraw Wojskowych. 23 czerwca 1919 został mianowany z dniem 1 kwietnia tego roku szefem Sekcji Religijno-Wyznaniowej, która w okresie organizacji duszpasterstwa wyznań niekatolickich wchodziła w skład Departamentu I Mobilizacyjno Organizacyjnego MSWojsk.
Później, ze względu na trwającą wojnę polsko-bolszewicką, skierowany do Kwatery Głównej Naczelnego Wodza, gdzie służył jako oficer łącznikowy reprezentujący wojska kwatermistrzowskie. Następnie w dyspozycji Pomorskiej Grupy Operacyjnej (przeniesiony na wniosek jej dowódcy, gen. Roi).

3 maja 1922 roku został zweryfikowany w stopniu podpułkownika ze starszeństwem z dniem 1 czerwca 1919 roku i 123. lokatą w korpusie oficerów piechoty. Po zakończeniu działań wojennych kontynuował służbę w Ministerstwie Spraw Wojskowych. Tam zbierał bardzo pozytywne opinie swych przełożonych. M.in. gen. Eugeniusz de Henning-Michaelis tak pisał o Pierackim 3 listopada 1921: 

Po uzupełnieniu przygotowania fachowego zasadniczo nadaje się na oficera Sztabu Generalnego. Wyróżnia się inteligencją, dużym taktem w stosunku do zwierzchników i podwładnych, których sobie na stałe zjednywa, posiada kompletne wykształcenie uniwersyteckie. Jest pilny, ambitny, energiczny, samodzielny i dobry organizator, posada dużo inicjatywy. Z powierzonych sobie obowiązków na stanowisku trudnym jako szef wydziału wyznań niekatolickich wywiązuje się zawsze ku memu zupełnemu zadowoleniu. Poza służbą bez zarzutu.

 Efektem tych pochwał było skierowanie Pierackiego na studia wojenne – w okresie od 1 listopada 1923 do 15 października 1924 był słuchaczem Kursu Doszkolenia Wyższej Szkoły Wojennej w Warszawie.
Pod koniec 1921 Pieracki wstąpił także do organizacji Honor i Ojczyzna, nazywaną również H2O i Strażnicą – tajnego związku wojskowego założonego w 1921 przez gen. Władysława Sikorskiego (za wiedzą Józefa Piłsudskiego i Kazimierza Sosnkowskiego), służącego szkoleniu żołnierzy, mającego na celu troskę o poziom moralny korpusu oficerskiego i utrzymanie apolityczności armii. Podmiot został rozwiązany w lipcu 1923. W tym czasie Pieracki miał być także (przez krótki czas) masonem. Wymieniany jest jako członek loży „narodowej”, do której miał wstąpić na polecenie Piłsudskiego wraz z Józefem Beckiem, Adamem Kocem, Bogusławem Miedzińskim, Aleksandrem Prystorem i Walerym Sławkiem.

15 października 1924, po ukończeniu kursu i otrzymaniu dyplomu naukowego oficera Sztabu Generalnego, otrzymał przydział do Inspektoratu Armii Nr IV na stanowisko I referenta. Obowiązków na tym stanowisku nie objął, gdyż został przydzielony do dyspozycji Ministra Spraw Wojskowych z dniem 15 października 1924. 1 grudnia 1924 prezydent Rzeczypospolitej Stanisław Wojciechowski na wniosek Ministra Spraw Wojskowych, gen. dyw. Władysława Sikorskiego awansował go na pułkownika ze starszeństwem z 15 sierpnia 1924 i 12. lokatą w korpusie oficerów zawodowych piechoty. Natomiast 22 czerwca 1925 Pieracki został odznaczony odznakami komandorskimi Orderu Świętego Grzegorza Wielkiego, które przyznał mu papież Pius XI, chcąc uhonorować jego zasługi dla Kościoła (dekoracji dokonał gen. Sikorski). W 1924 Pieracki znajdował się w dyspozycji ministra spraw wojskowych i był oficerem nadetatowym 4 Pułku Piechoty Legionów – oficerem sztabowym do specjalnych zleceń. W tym czasie blisko współpracował z gen. Sikorskim. Jako szef resortu m.in. mianował on Pierackiego sekretarzem w sekcji Komitetu Politycznego Rady Ministrów dla województw wschodnich i mniejszości narodowych. Minister wystawił mu entuzjastyczną opinię: 

Oficer o wybitnej inteligencji. Niezwykle bystry. Posiada wielką łatwość opanowywania zagadnień ogólnowojskowych. Poczucie godności własnej, obowiązku i ambicji rozwinęły się u niego w wysokim stopniu. Życiowo wyrobiony, służbę traktuje ideowo. Taktowny. Zajmuje się z pasją sprawami polityczno-państwowymi. Przy zagwarantowanej lojalności może być jego praca w tej dziedzinie pożyteczna dla sprawy. Fizycznie na skutek przeżyć wojennych słaby. Potrzebuje powrotu na jakiś czas do służby liniowej, by być doskonałym oficerem Sztabu Generalnego.

 Według opinii niektórych mu współczesnych, Pieracki został skierowany przez Piłsudskiego do ścisłej współpracy z Sikorskim po to, aby donosić marszałkowi o poczynaniach i planach generała. Być może taki układ wyjaśnia wydarzenie z 1925, kiedy to Pieracki (jak podał adiutant ówczesnego ministra, Mieczysław Lisiewicz) wraz z komisarzem policji Włodzimierzem Wiskowskim miał przekonywać Sikorskiego do przeprowadzenia zamachu stanu, zapewniając o poparciu ze strony piłsudczyków. Propozycja ta została odrzucona. Po dymisji Sikorskiego i krótkim sprawowaniu funkcji ministra przez gen. Stefana Majewskiego, Pieracki został szefem Gabinetu nowego szefa resortu spraw wojskowych gen. Lucjana Żeligowskiego.
W tym czasie był już częścią nieformalnej grupy bliskich współpracowników Piłsudskiego, nazywanej pułkownikami. W jej skład wchodzili m.in. Józef Beck, Janusz Jędrzejewicz, Wacław Jędrzejewicz, Adam Koc, Leon Kozłowski, Ignacy Matuszewski, Bogusław Miedziński, Aleksander Prystor, Walery Sławek, Kazimierz Świtalski czy Adam Skwarczyński. Pieracki był najmłodszy w tym towarzystwie, a ponadto, w odróżnieniu od pozostałych, nie służył w przeszłości w I Brygadzie Legionów Polskich.
Choć Pieracki nie należał do zwolenników siłowego przejęcia władzy przez obóz piłsudczykowski, był zaangażowany w zaplanowanie i przeprowadzenie przewrotu w maju 1926. Tuż przed tym wydarzeniem, gdy sytuacja stawała się napięta, 11 maja został odwołany ze stanowiska zajmowanego w Ministerstwie Spraw Wojskowych. W trakcie samego zamachu zwolennicy Piłsudskiego uczynili go odpowiedzialnym za kontaktowanie się z Polską Partią Socjalistyczną oraz kolejowymi związkami zawodowymi. W tym czasie pozostawał w kontakcie z Adamem Kuryłowiczem – kolejowym liderem związkowym, któremu 12 maja przekazał instrukcje dotyczące ogłoszenia strajku na kolei. Jak się później okazało, był to jeden z czynników, które przeważyły szalę zwycięstwa na stronę zamachowców (do stolicy nie dojechało na czas wiele oddziałów wiernych dotychczasowemu rządowi).
11 października 1926 został przesunięty ze stanowiska oficera sztabowego do specjalnych zleceń Ministra Spraw Wojskowych do dyspozycji szefa Sztabu Generalnego z równoczesnym przydziałem do Ministerstwa Spraw Wewnętrznych na stanowisko naczelnika Samodzielnego Wydziału Wojskowego. Sprawując tę funkcję, otrzymał od Piłsudskiego zadanie zbadania sytuacji kadrowej w resorcie oraz nadzoru nad jego Wydziałem Narodowościowym. Obiektem jego zainteresowania była zwłaszcza mniejszość ukraińska. Później, 15 czerwca 1927 został mianowany przez Piłsudskiego delegatem ministra spraw wojskowych w Ministerstwie Rolnictwa do spraw rolnych i wojennej gospodarki żywnościowej. W tym czasie był zaangażowany w przygotowywanie wyborów parlamentarnych w taki sposób, aby zwycięstwo w nich odnieśli piłsudczycy. Opowiadał się za zwalczaniem opozycji i wykorzystaniem w tym celu Wojewódzkich Komitetów Regionalnych (podmiotów oficjalnie o społecznym profilu). Pieracki postulował likwidację ugrupowań przeciwnych sanacji przy wykorzystaniu aparatu państwowego opanowanego przez piłsudczyków. Był zwolennikiem bezwzględnej walki politycznej.
Pieracki został wybrany na posła na Sejm w wyborach z 4 marca 1928 z listy Bezpartyjnego Bloku Współpracy z Rządem z okręgu 44., obejmującego powiaty bocheński, limanowski, nowosądecki i wielicki. Z dniem 26 marca tego roku przeniesiony z dyspozycji szefa Sztabu Generalnego w stan nieczynny na czas trwania kadencji sejmowej. W Sejmie zasiadał w dwóch komisjach poselskich: administracyjnej i wojskowej. Wkrótce został wybrany przewodniczącym tej drugiej. 15 maja 1928 objął także stanowisko wiceprezesa ds. organizacyjnych w BBWR. Zacieśnił w tym czasie swą współpracę z Walerym Sławkiem. Opowiadał się za przekształceniem BBWR w stronnictwo polityczne.
Wkrótce zrzekł się mandatu. Z dniem 1 listopada 1928 roku został powołany ze stanu nieczynnego i mianowany II zastępcą szefa Sztabu Generalnego. Jego głównym zadaniem było koordynowanie prac cywilnych ministerstw w sferze przygotowań do ewentualnej wojny. Z dniem 22 kwietnia 1929 został ponownie przeniesiony w stan nieczynny.

## Wiceminister

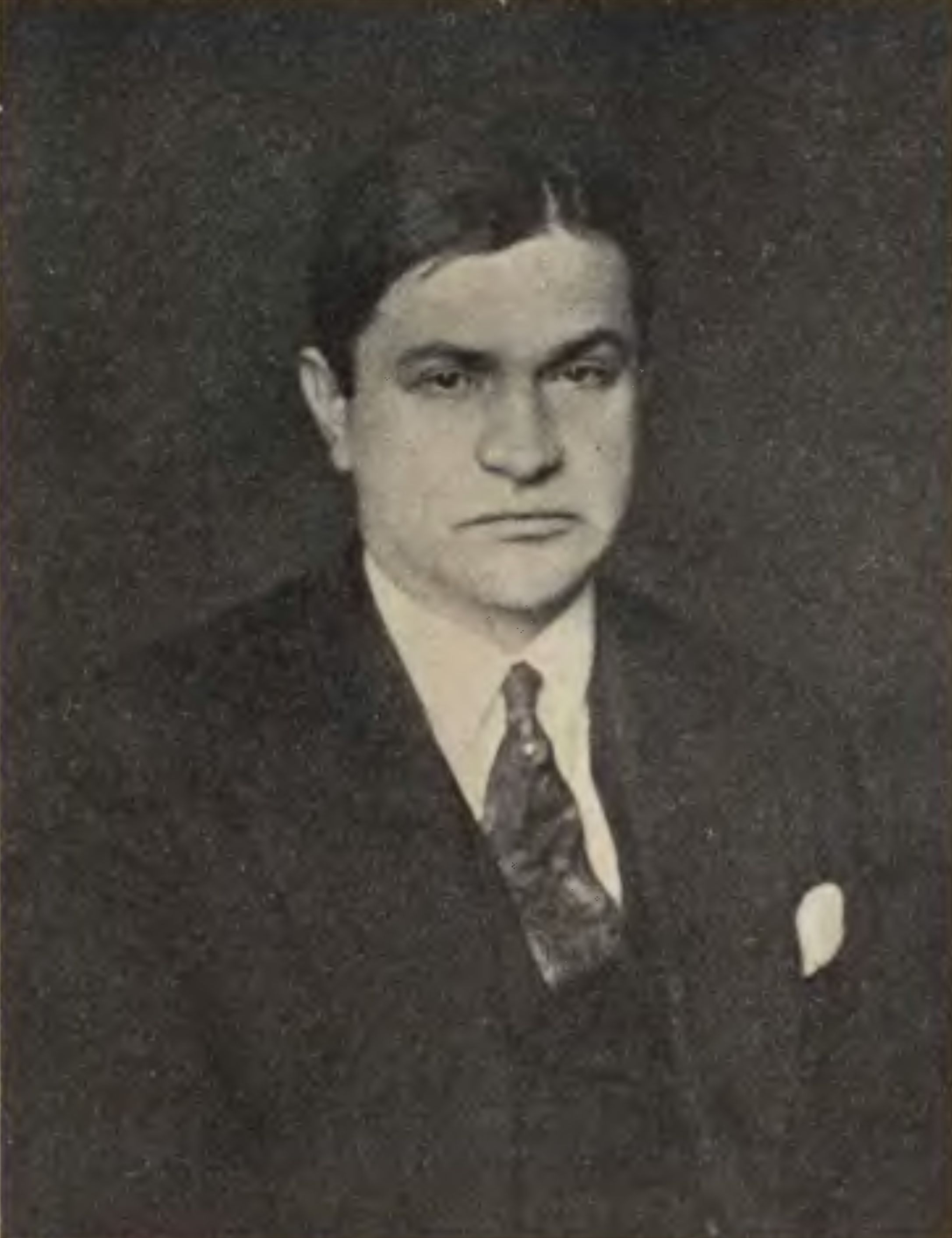
Bronisław Pieracki w latach 30. XX wieku

19 kwietnia 1929 Pieracki objął stanowisko sekretarza stanu w Ministerstwie Spraw Wewnętrznych (formalnie więc sprawował funkcję wiceministra). Na to stanowisko został skierowany osobiście przez Józefa Piłsudskiego, który chciał, aby ówczesnego ministra Felicjana Sławoja Składkowskiego wsparł zaufany człowiek. Marszałek pragnął także, aby Pieracki uporządkował pracę resortu (m.in. zapobiegł powstawaniu kolejnych, niepotrzebnych aktów prawnych) i zajął się sprawami zaniedbanymi przez jego szefa, zajętego ciągłymi inspekcjami i wyjazdami. Sam Składkowski wspominał, że Piłsudski informował o desygnowaniu Pierackiego słowami: 

Musicie iść do Sławoja i podtrzymać go, bo chłopak zupełnie mi się wykoleił – nic nie robi, tylko autem jeździ.

 Jak się wkrótce okazało, Pieracki przejął w praktyce zarządzanie całością ministerstwa, doprowadzając nawet do tego, że podejmowanymi decyzjami wchodził w konflikt kompetencyjny z samym ministrem (tak było w przypadku okólnika nr 235 z 23 października 1929, którego treść pokrywała się z podobnym, wcześniej wydanym przez Składkowskiego aktem prawnym, dotyczącym spraw ewidencji i rozdziałów okólników).
Od 4 maja 1929 do 4 grudnia 1930 Pieracki był także przewodniczącym komitetu redakcyjnego Gazety Administracyjnej i Policji Państwowej – periodyku wydawanego przez Ministerstwo Spraw Wewnętrznych co dwa tygodnie, przeznaczonym na potrzeby urzędników państwowych. W tym czasie zaangażował się także w działalność gospodarczą – latem 1929 wszedł do zarządu państwowej Spółki Akcyjnej Handlowo-Rolniczej „Kooprolna”.
W wyniku wyborów w listopadzie 1930 został ponownie posłem. Tym razem kandydował w okręgu nr 45, obejmującym Tarnów, Brzesko, Pilzno, Dąbrowę, Grzybów i Gorlice. Znalazł się także na 20. miejscu na liście państwowej BBWR. W trakcie samych wyborów nie był zaangażowany we własną kampanię, lecz zajęty był m.in. zagwarantowaniem przychylności administracji państwowej dla kandydatów Bezpartyjnego Bloku Współpracy z Rządem (w trakcie wyborów ze strony rządowej doszło do wielu nadużyć formalnych i zakłócania kampanii wyborczych ugrupowań opozycyjnych). Sam Pieracki zdecydowanie popierał działania sanacji w tej sferze, jak również późniejszy proces brzeski. M.in. wystąpił na konferencji prasowej, której celem było przekazanie mediom informacji usprawiedliwiających takie postępowanie obozu władzy.
Pieracki był także zaangażowany w przeprowadzenie represyjnej akcji pacyfikacyjnej w Małopolsce Wschodniej, motywowanej akcjami sabotażowymi Ukraińskiej Organizacji Wojskowej, skierowanej faktycznie przeciwko ludności ukraińskiej w Rzeczypospolitej i jej organizacjom społecznym, na zasadzie odpowiedzialności zbiorowej. Przeprowadziły ją polskie władze administracyjne, policja i wojsko na rozkaz premiera Piłsudskiego w trakcie kampanii wyborczej przed wyborami do Sejmu od 16 września do 30 listopada 1930. Objęła ona co najmniej 450 wsi ukraińskich w 16 powiatach. Pieracki brał udział w przygotowaniu całej akcji. Część źródeł wskazuje go także jako osobę, która została wyznaczona przez ministra Składkowskiego na koordynatora tego przedsięwzięcia z ramienia Ministerstwa Spraw Wewnętrznych.

## Wicepremier
Pieracki był wiceministrem spraw wewnętrznych w rządach: Kazimierza Świtalskiego, piątym Kazimierza Bartla, pierwszym Walerego Sławka oraz drugim gabinecie Józefa Piłsudskiego. 4 grudnia 1930 został ministrem bez teki i wicepremierem w drugim rządzie Sławka. Również i na to stanowisko polecił go marszałek Piłsudski. Po dymisji rządu i utworzeniu nowego gabinetu pod kierownictwem Aleksandra Prystora (27 maja 1931), Kazimierz Świtalski zaproponował, aby Pieracki objął resort skarbu. Tekę tę otrzymał jednak Jan Piłsudski. Pieracki ponownie został wicepremierem i ministrem bez teki. Temat objęcia Ministerstwa Skarbu wrócił nieco później, ale wówczas sam zainteresowany odrzucił ten pomysł.

## Minister

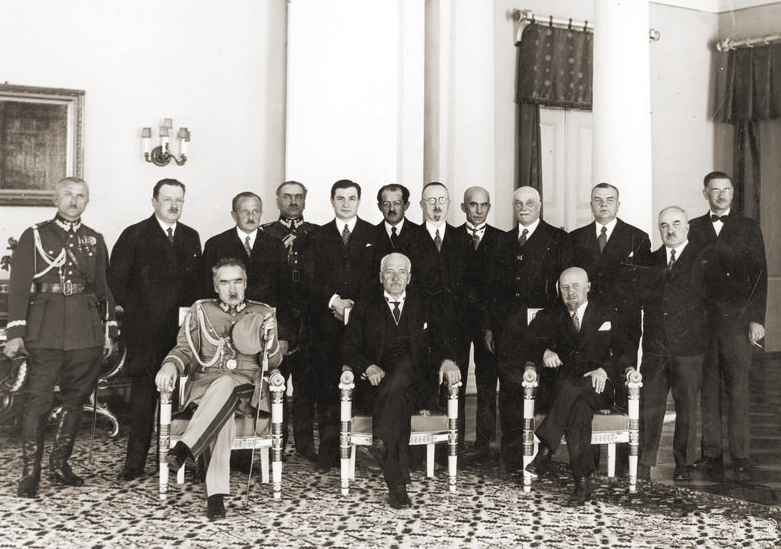
Rząd Aleksandra Prystora; minister spraw wewnętrznych Bronisław Pieracki stoi piąty od lewej

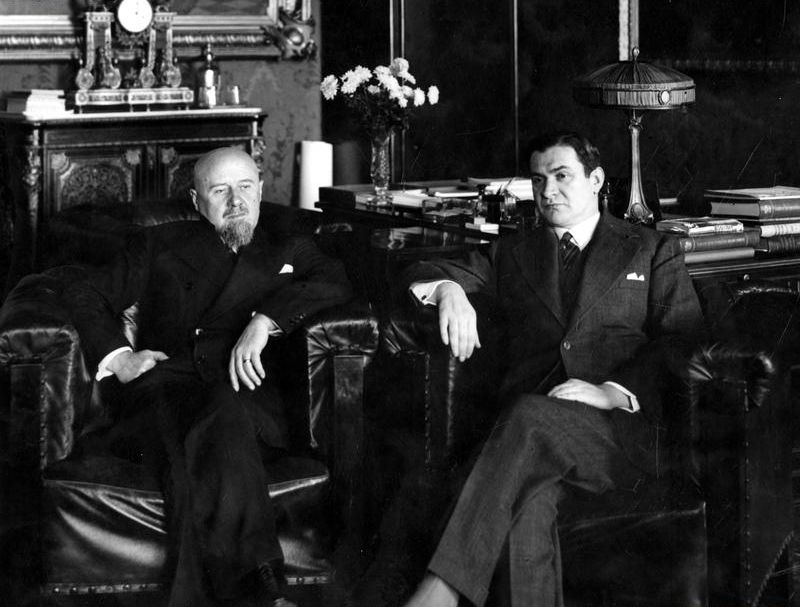
Bronisław Pieracki z wizytą u premiera Aleksandra Prystora

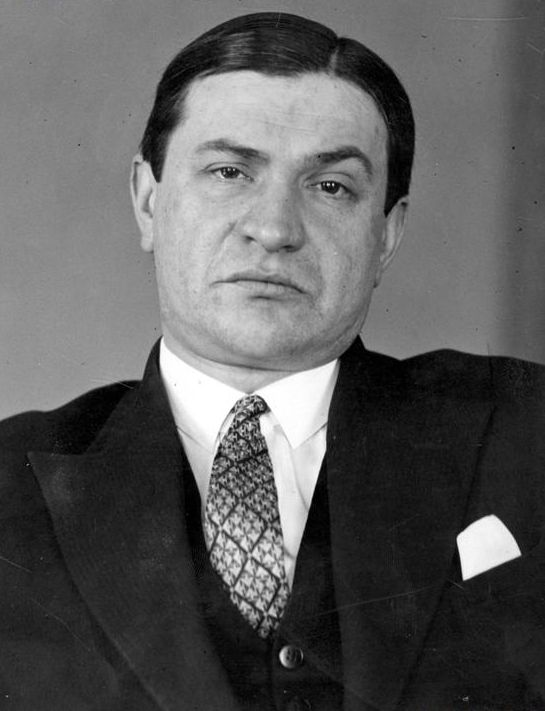
Bronisław Pieracki jako minister spraw wewnętrznych

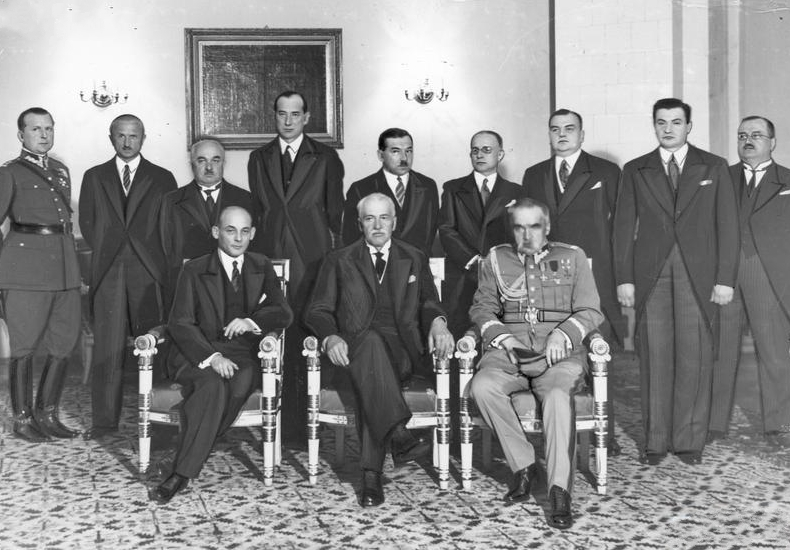
Rząd Janusza Jędrzejewicza. Minister spraw wewnętrznych Bronisław Pieracki stoi drugi od prawej.

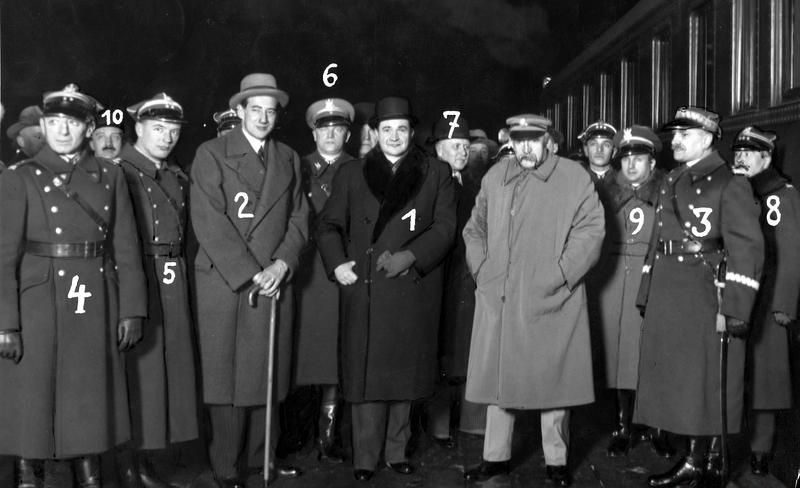
Wyjazd Józefa Piłsudskiego do Wilna w styczniu 1933; Pieracki stoi pośrodku, tuż obok marszałka

22 czerwca 1931 Bronisław Pieracki został ministrem spraw wewnętrznych w rządzie Aleksandra Prystora. Na stanowisku tym zastąpił Felicjana Sławoja Składkowskiego. Jednym z głównych jego zadań było odciążenie premiera od spraw bieżącej polityki wewnętrznej państwa na rzecz zagadnień gospodarczych. Pieracki spełnił ten wymóg, jednak stosunki pomiędzy nim a Prystorem nie były najlepsze.
Swoje urzędowanie w resorcie spraw wewnętrznych Pieracki rozpoczął od zmian w zakresie obowiązków poszczególnych wydziałów ministerstwa. Pierwszym ważnym projektem realizowanym przez niego, dotyczącym polityki ogólnopolskiej, były zagadnienia związane z reformą samorządową. Pod koniec 1931 powstał projekt ustawy w tej sprawie. Miała ona za zadanie zharmonizować działanie władz państwowych i samorządowych, zunifikować kształt samorządu w całym państwie (m.in. wprowadzić samorząd terytorialny w województwach południowo-wschodnich), precyzyjnie określić odpowiedzialność personalną przedstawicieli samorządowych organów wykonawczych, dwukrotnie wydłużyć kadencje wójtów, prezydentów i burmistrzów oraz ujednolicić ordynacje wyborcze do poszczególnych samorządów. Ustawa o częściowej zmianie ustroju samorządu terytorialnego, zwana popularnie „ustawą scaleniową”, została przyjęta 23 marca 1933, a weszła w życie 13 lipca 1933.
Drugim zakresem tematycznym, którym zajmował się w tym czasie Pieracki, były stosunki z mniejszością ukraińską w Polsce. Proponowana do realizacji przez jego resort polityka zakładała wówczas rozładowanie napięcia w Małopolsce Wschodniej poprzez wykonanie gestów dobrej woli w kierunku ludności ukraińskiej (rozwój szkolnictwa, dopuszczenie Ukraińców do stanowisk w administracji), pod warunkiem zachowania jej apolityczności. W lecie 1931 uwolniono więzionych dotychczas trzech posłów ukraińskich. W styczniu 1932, podczas posiedzenia komisji budżetowej, Pieracki przedstawił główne zasady, jakimi miał się kierować w stosunkach z przedstawicielami ukraińskiej mniejszości narodowej w Polsce. Jak zaznaczył, harmonijne współżycie wszystkich obywateli różnych narodowości jest możliwe, musi być jednak oparte na wzajemnym poszanowaniu. Rolą państwa jest zaspokajanie ekonomicznych i kulturowych potrzeb mniejszości, ale w zamian za to żąda lojalności. Z tego względu, będzie ono zatrudniało inteligencję ukraińską w urzędach publicznych. Nieco później Pieracki podkreślił, że w dążeniu do ugody z umiarkowanym Ukraińcami rząd w konsekwentnym wykonywaniu swych zamierzeń przejdzie ponad głowami polityków i znajdzie bezpośrednią drogę do porozumienia się z ludnością. Minister był zwolennikiem zwalczania sił antypaństwowych, szczególnie komunistów. Jak zaznaczał, ewentualne porozumienie z Ukraińcami było możliwe tylko z pominięciem kierownictw radykalnych, nacjonalistycznych organizacji. Na bazie tych wytycznych, BBWR rozpoczął rozmowy z Ukraińskim Zjednoczeniem Narodowo-Demokratycznym (UNDO), jednak skarga złożona przez Ukraińców do Ligi Narodów w związku z pacyfikacją Małopolski Wschodniej oraz późniejsze zabójstwo Tadeusza Hołówki dokonane przez ukraińskich nacjonalistów, doprowadziły do fiaska negocjacji.
Innym ważnym zadaniem, które zrealizował Pieracki jako minister spraw wewnętrznych, była organizacja drugiego w historii II RP spisu powszechnego, który odbył się 9 grudnia 1931.
Czas sprawowania przez Pierackiego funkcji ministra spraw wewnętrznych był niespokojnym okresem w historii Polski, jeśli chodzi o niepokoje społeczne o podłożu gospodarczym. W samym tylko marcu 1932 wybuchło ponad 500 strajków, a rok później proklamowany został strajk powszechny. Wielokrotnie policja interweniowała bardzo brutalnie (były ofiary), za co współodpowiedzialny był minister Pieracki. W późniejszych wystąpieniach odrzucał on jednak zarzuty wystosowywane przez opozycję, że Polska stała się państwem policyjnym.
Pieracki był także zaangażowany w prace nad przygotowaniem konstytucji kwietniowej, choć nie był pierwszoplanowym autorem jej postanowień. W styczniu 1932 wypowiadał się na temat planowanego składu Sejmu i Senatu w postulowanym przez sanację systemie konstytucyjnym państwa. Opowiadał się za tym, aby senatorowie byli delegatami ciał obradujących samorządu terytorialnego desygnowanymi w drodze wyborów powszechnych, przedstawicielami korporacji samorządów zawodowych oraz osobami mianowanymi przez prezydenta Polski. Najprawdopodobniej był także przeciwnikiem wyłaniania prezydenta Rzeczypospolitej w drodze wyborów powszechnych (nad czym również w tym okresie toczyła się dyskusja wśród polityków sanacyjnych przygotowujących tekst przyszłej ustawy zasadniczej).

9 maja 1933 Aleksander Prystor złożył dymisję swojego rządu, zastąpił go Janusz Jędrzejewicz. W nowym gabinecie, zgodnie z wytycznymi Piłsudskiego i poza nim jako ministrem spraw wojskowych, swe posady zachował jedynie Pieracki, Józef Beck (minister spraw zagranicznych) oraz Emil Kaliński (minister poczt i telegrafów). Minister spraw wewnętrznych był ceniony przez nowego premiera, który pisał o nim tak: 

Bardzo zdolny, należał do tych ludzi, dla których działalność polityczna jest grą specyficzną ze wszystkimi cechującymi ją chwytami. Umiał pracować w szerokim zasięgu stosunków politycznych i w tym zakresie dobrze wypełniał powierzane mu zadania. Wydawało mi się jednak, że jego uzdolnienia byłyby cenniejsze, gdyby postawa życiowa Pierackiego miała głębsze oparcie i bardziej zasadniczy stosunek do rzeczywistości. Wówczas taktyczne posunięcia i nieodzowne z konieczności elementy gry byłyby ściślej związane z całością wielkich spraw państwowych, tracąc część tego, co mogło uchodzić za przebiegłość, spryt, brak lojalności lub szczerości.

 Również i w tym gabinecie odgrywał znaczącą rolę, zastępował np. Jędrzejewicza na posiedzeniach Rady Ministrów, gdy ten był nieobecny. Również Stanisław Cat-Mackiewicz wypowiadał się o Pierackim pozytywnie, opisując go następująco: 

Był to człowiek twardej ręki, sprężysty administrator, ale mózg mu pulsował i głowę miał otwartą dla każdej argumentacji.

Pieracki wszedł także w skład gabinetu uformowanego przez Leona Kozłowskiego, który powstał 15 maja 1934.
Okazją do przedstawiania kierunków polityki Pierackiego jako ministra spraw wewnętrznych były kolejne, coroczne wystąpienia w Sejmie dotyczące budżetu resortu. W przemowach tych opowiadał się za traktowaniem wszystkich obywateli tak samo, niezależnie od ich narodowości (dotyczyło to zarówno mieszkających w Polsce Ukraińców, Niemców, jak i Żydów) oraz prowadzeniem zdecydowanej polityki bezpieczeństwa publicznego, ze względu na położenie geograficzne kraju, zróżnicowanie narodowościowe i różnice w rozwoju poszczególnych jego części. Wyrażał też poglądy antykomunistyczne. Jednocześnie potępiał rasizm i terroryzm.
Pieracki uważany był za przedstawiciela tej części grupy pułkowników, która opowiadała się za autorytarnymi metodami sprawowania władzy przez obóz sanacyjny. Za sprawowania przez niego funkcji ministra spraw wewnętrznych, wprowadzono w życie ustawę ograniczającą możliwość zgromadzeń (marzec 1932), nowy kodeks karny (lipiec 1932), rozporządzenie ograniczające niezawisłość sędziowską (sierpień 1932) oraz prawo zezwalające rządowi na rozwiązywanie stowarzyszeń (październik 1932). Na podstawie nowych uregulowań prawnych rozwiązano Obóz Wielkiej Polski – doszło do tego decyzją Pierackiego 28 marca 1933, a później także zamknięto organ prasowy Obozu Narodowo-Radykalnego – Sztafetę (13 czerwca 1934).

Pieracki był też postrzegany jako osoba, która wykazuje sympatie profaszystowskie. Z tego powodu nazywany był przez część swoich współpracowników żartobliwie Bronito Pieratini (aluzja do Benita Mussoliniego). Zdaniem Juliana Suskiego i Stanisława Cat-Mackiewicza, tuż przed swoją śmiercią Pieracki rozmawiał z członkami Obozu Narodowo-Radykalnego, próbując nakłonić narodowców do współpracy z autorytarną częścią BBWR. Zdaniem Andrzeja Ajnenkiela, był on w tym czasie postrzegany jako 

wschodząca gwiazda obozu, uważany nie bez racji za wolnego od starych sentymentów wobec lewicy, a zarazem człowieka zbliżonego koncepcjami do nacjonalizmu endeckiej prawicy…

 Jednocześnie znane są jego wypowiedzi przeciwne nacjonalizmowi, stawiające kwestie państwowe ponad narodowymi.

Janusz Gołota pisząc o poglądach Pierackiego wskazywał, że: 

Generalna linia działań Pierackiego rysuje się wyraziście. Silne państwo, sprawnie zarządzane, zdecydowanie wobec opozycji. Dla rządzącego stronnictwa, które reprezentował, szukał szerszego prawicowego poparcia narzucając płaszczyznę porozumienia na podyktowanych warunkach, wyciągał dłoń, ale z dyktatem. I stąd np. można go widzieć jako zwolennika endecji, jak i jej wroga.

Podobne poglądy posiadała blisko związana z Pierackim grupa sanacyjnych polityków o prawicowym światopoglądzie (opowiadająca się m.in. za twardym kursem wobec opozycji), skupiona wokół Kuriera Porannego, redagowanego przez przyjaciela ministra spraw wewnętrznych, Wojciecha Stpiczyńskiego.
Pieracki był pozytywnie oceniany przez zamieszkującą Polskę mniejszość niemiecką – nie stawiał przeszkód w rozwoju organizacji społecznych Niemców w RP. Podobnie było z ludnością żydowską, ponieważ zdecydowanie zwalczał wystąpienia antyżydowskie inspirowane przez endecję. W marcu 1934 formalnie utworzono Komitet do Spraw Narodowościowych przy Radzie Ministrów. Miał on m.in. zajmować się opracowywaniem wytycznych dla polityki narodowościowej. Pełnię swej działalności rozwinął dopiero po śmierci Pierackiego. Dla samego ministra najważniejsze jednak było porozumienie z Ukraińcami. W tym celu odbył w dniach 3–9 czerwca 1934 podróż do Małopolski Wschodniej. Pieracki odwiedził Lwów, Rzeszów, Łańcut, Przeworsk i Rawę Ruską. Spotkał się m.in. z metropolitą lwowskim Andrzejem Szeptyckim i przyjął delegację ludności ukraińskiej. W zamyśle ministra, rozmowa z duchownym, będącym nieformalnym przywódcą Ukraińców w Polsce, miała być pierwszym krokiem do normalizacji stosunków z tą mniejszością narodową.

## Śmierć
Podczas zjazdu Organizacji Ukraińskich Nacjonalistów w Berlinie, zapadła decyzja o zorganizowaniu zamachu na polskiego ministra ds. wyznań religijnych Janusza Jędrzejewicza lub właśnie Pierackiego. Morderstwo miało być odpowiedzią na aresztowania, których dokonały polskie władze po nieudanym napadzie nacjonalistów ukraińskich na pocztę w Gródku Jagiellońskim. Decyzja o zamachu na Pierackiego zapadła, gdy podjął on próbę porozumienia z umiarkowanymi grupami Ukraińców – zdaniem radykałów zagrażało to ich dalszej konfrontacyjnej polityce.

### Zamach

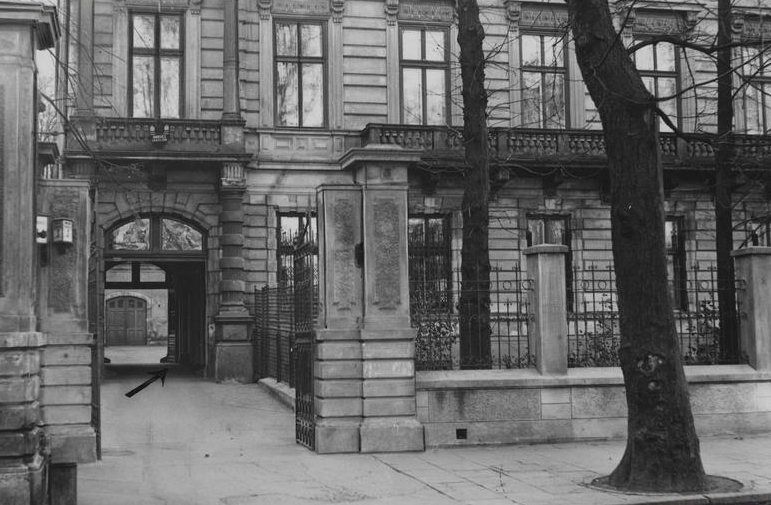
Miejsce zamachu na Pierackiego – budynek, w którym mieścił się Klub Towarzyski przy ul. Foksal 3 w Warszawie

15 czerwca 1934 członek Organizacji Ukraińskich Nacjonalistów Hryhorij Maciejko zjawił się przed warszawskim Klubem Towarzyskim przy ul. Foksal 3 w Warszawie, w którym często spotykali się politycy obozu rządzącego, wysokiej rangi wojskowi i przemysłowcy. Tam przez dłuższy czas oczekiwał na przybycie Pierackiego. O 15.30 minister przyjechał służbową limuzyną, prowadzoną przez szofera. Gdy wysiadł z samochodu, ruszył za nim Maciejko. Zamachowiec podszedł do Pierackiego i usiłował zdetonować przygotowaną wcześniej bombę. Jej zapalnik, którym była szklana rurka, zawiódł. Wobec takiego rozwoju sytuacji, Ukrainiec wyciągnął rewolwer i trzykrotnie strzelił do Pierackiego, trafiając go w tył głowy. Następnie zamachowiec wyszedł na ulicę i, pomimo pościgu policjanta (wspomaganego przez szofera ministra), udało mu się zbiec. Wkrótce potem Maciejko opuścił Polskę – udał się najpierw do Czechosłowacji, a później do Argentyny.

Po ciężko rannego Pierackiego szybko przyjechała karetka. Minister został przewieziony do Szpitala Ujazdowskiego, gdzie poddano go operacji. Pomimo tego, zmarł jeszcze tego samego dnia. Rządowa Gazeta Polska relacjonowała: 

Upływ krwi udało się zatamować. Następnie lekarze dokonali trepanacji czaszki i wydobyli kulę. Stan ministra pogarszał się z każdą chwilą. Tętno słabło. O godz. 5 minut 15 po południu nastąpiła agonja.

### Pogrzeb

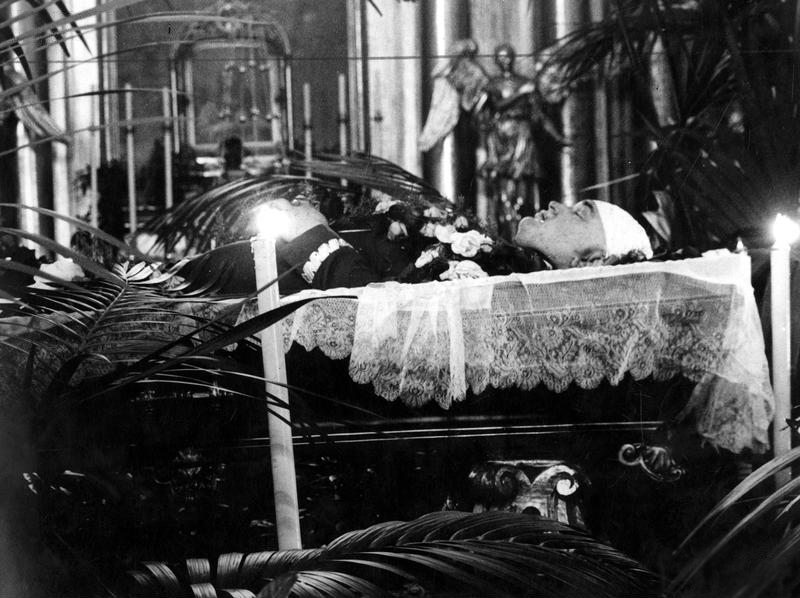
Ciało Pierackiego na katafalku podczas uroczystości pogrzebowych. 18 czerwca 1934.

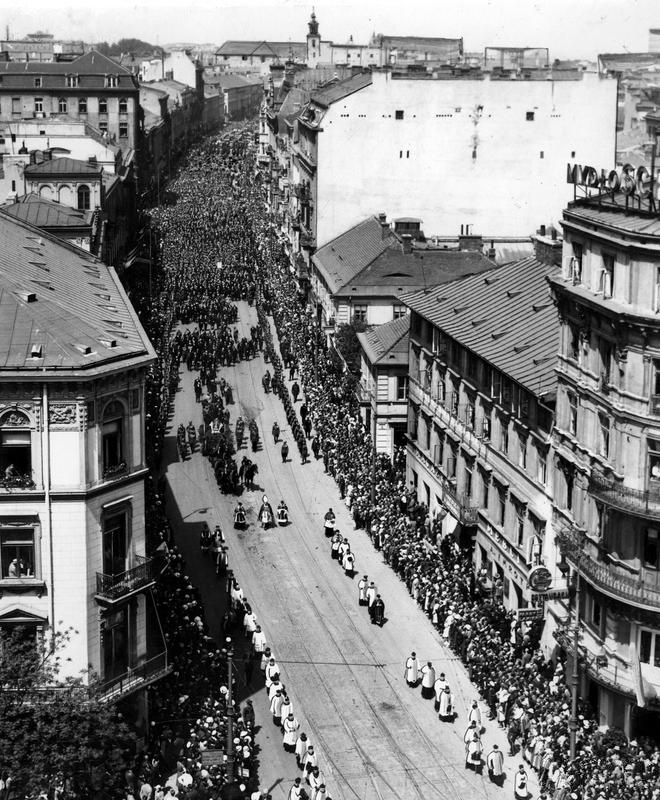
Kondukt żałobny w Warszawie podczas pogrzebu Pierackiego

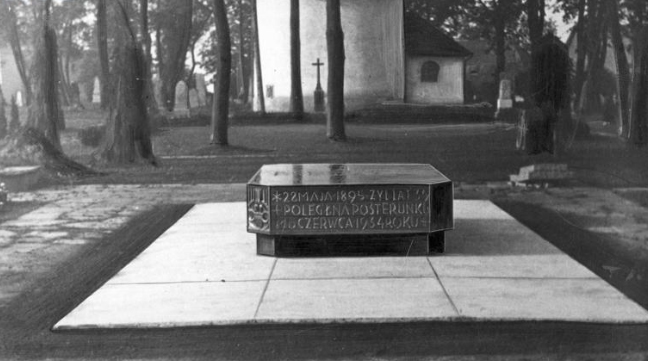
Grób Pierackiego na cmentarzu zasłużonych (obecnie tzw. „Stary Cmentarz”) w Nowym Sączu, lata 1935–1940

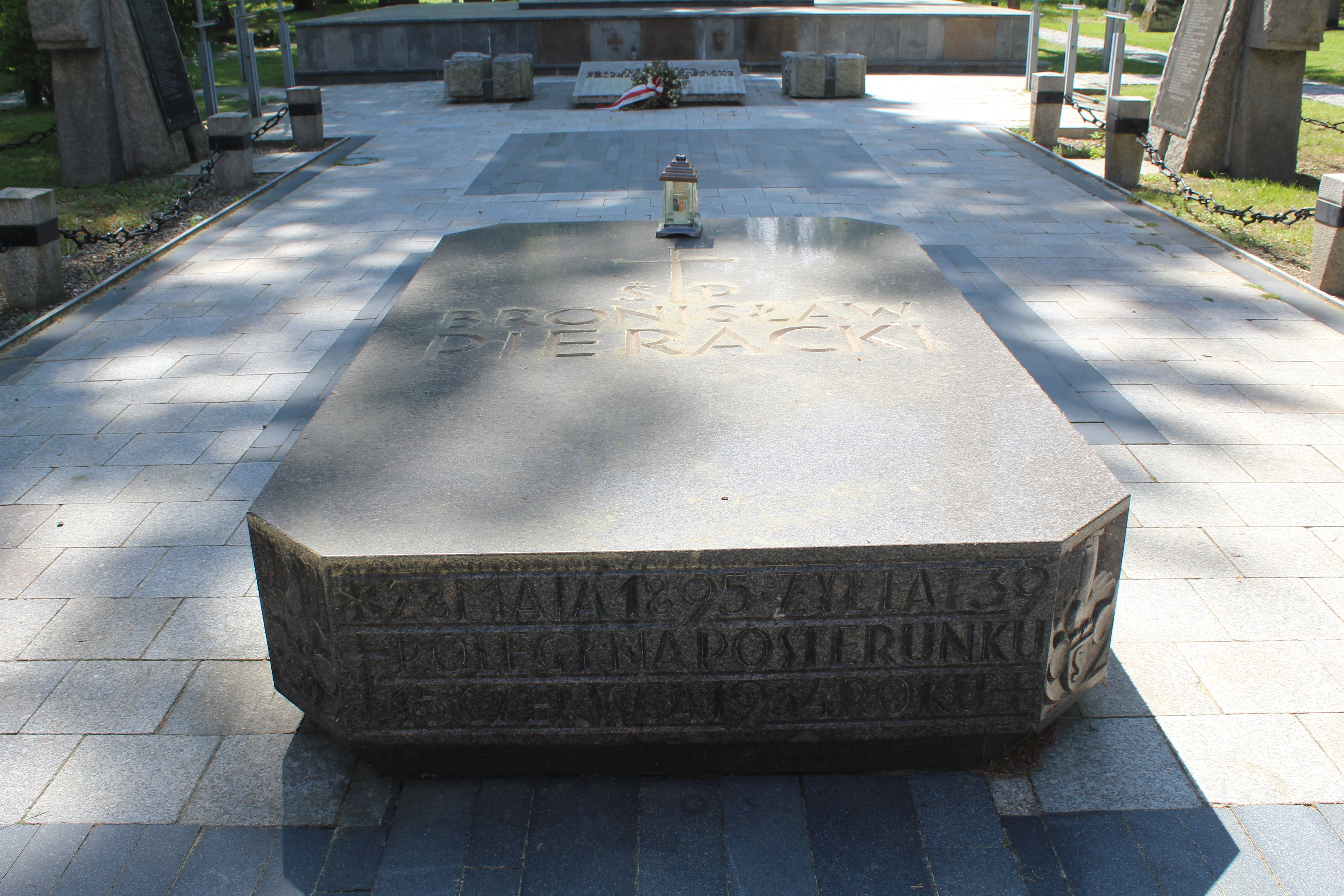
Grób Bronisława Pierackiego na Starym Cmentarzu w Nowym Sączu

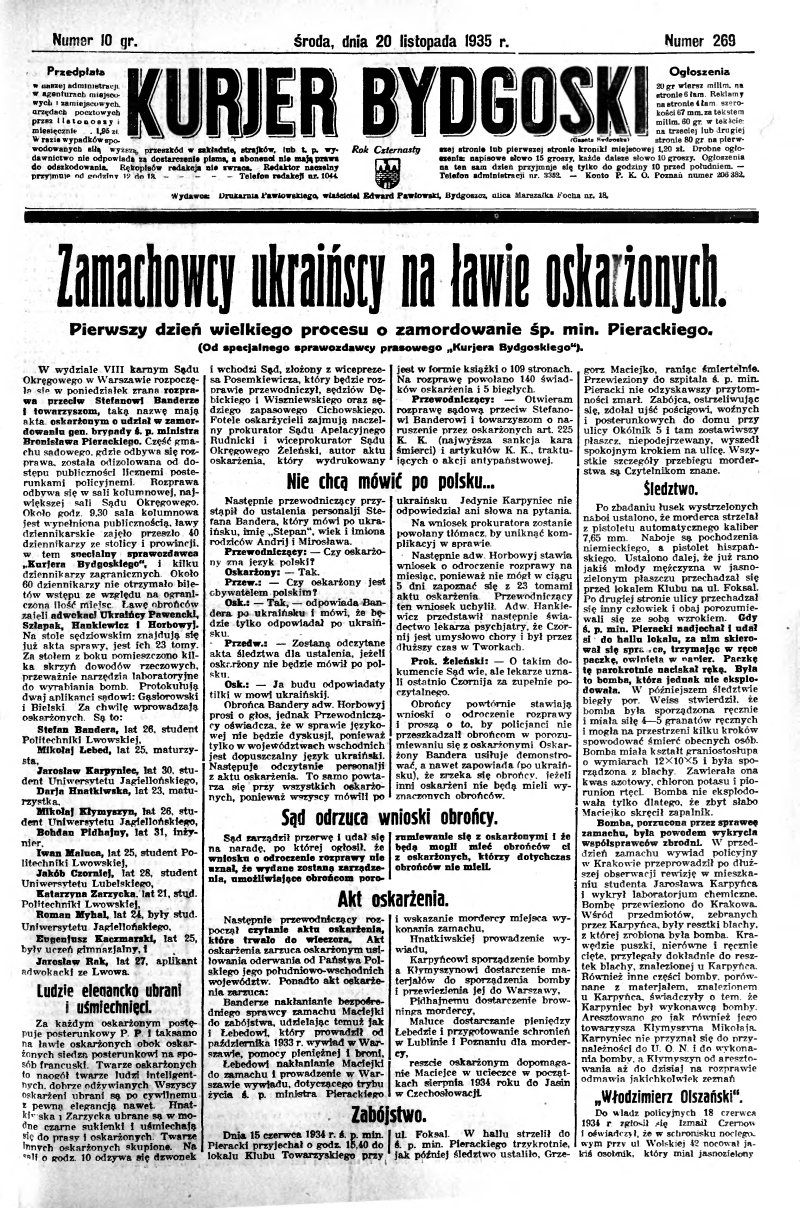
Kurier Bydgoski z 20 listopada 1935 r.

Manifestacja żałobna w Warszawie na placu Piłsudskiego zorganizowana na cześć zamordowanego 17 czerwca 1934, zgromadziła ok. 100 tys. osób.
Uroczystości pogrzebowe odbyły się na drugi dzień – 18 czerwca. Trumnę z ciałem Pierackiego wystawiono w nawie głównej kościoła Świętego Krzyża. W mszy celebrowanej przez kardynała Aleksandra Kakowskiego udział wzięli przedstawiciele rządu, parlamentu, władz stolicy i dowództwa armii (ministrowie gabinetu Leona Kozłowskiego, prezydent Warszawy Marian Zyndram-Kościałkowski, marszałek Senatu Władysław Raczkiewicz, gen. Gustaw Orlicz-Dreszer, gen. Bolesław Wieniawa-Długoszowski). Następnie kondukt żałobny odprowadził trumnę z ciałem zamordowanego ministra na dworzec Warszawa Główna, gdzie została umieszczona w specjalnym pociągu, którym przewieziono ją do Nowego Sącza. Przewóz miał charakter manifestacyjny. Wzdłuż trasy przejazdu pociągu zgromadziły się tłumy. Pociąg zatrzymywał się na każdej większej stacji, np. w Koluszkach, gdzie delegacje wszelkiego rodzaju organizacji społeczno-politycznych składały kwiaty, wieńce i hołd zamordowanemu.
W Nowym Sączu, 19 czerwca, odbyła się kolejna msza święta, którą odprawił biskup polowy Wojska Polskiego, Józef Gawlina. Następnie kondukt żałobny odprowadził trumnę do grobu rodzinnego na miejscowym cmentarzu komunalnym. Tam ostatnie mowy wygłosili: marszałek Senatu Stanisław Car, wiceminister spraw wewnętrznych Władysław Korsak oraz płk Stanisław Więckowski. Do grobu złożono także ziemię z miejsca bitwy pod Jastkowem.
W dniach 18–19 października 1935 trumna ze zwłokami Pierackiego została ekshumowana na Cmentarz Zasłużonych w centrum Nowego Sącza (obecnie tzw. „Stary Cmentarz” przy obecnej al. Wolności), a grób został przykryty wielką granitową płytą.
W 1940 r., podczas okupacji niemieckiej, Niemcy polecili przenieść trumnę wraz z płytą nagrobną ponownie na cmentarz komunalny.
14 października 2018 roku w Nowym Sączu odbył się ponowny pochówek gen. Bronisława Pierackiego. Msza pogrzebowa odbyła się w bazylice św. Małgorzaty. Trumna została odprowadzona przez kondukt żałobny na tzw. Stary Cmentarz w Nowym Sączu przy Al. Wolności, na poprzednie miejsce spoczynku.

### Następstwa i znaczenie śmierci
Początkowo o dokonanie zamachu podejrzewano ONR. Jego szef, Jan Mosdorf próbował bezskutecznie dodzwonić się do Pierackiego w przeddzień zamachu. Chodziło o sprawę zamknięcia Sztafety, jednak ta próba nawiązania kontaktu spowodowała powstanie plotek na temat zaangażowania narodowców w morderstwo ministra. Podejrzewane też były nacjonalistyczne organizacje ukraińskie. Ta hipoteza potwierdziła się, gdy wkrótce potem do zamordowania Pierackiego przyznała się OUN.
Śmierć Pierackiego bezpośrednio przyczyniła się do powołania obozu odosobnienia w Berezie Kartuskiej. Wkrótce po zamachu premier Leon Kozłowski spotkał się z Piłsudskim i zaproponował mu utworzenie obozu, w którym planował umieszczać osoby niebezpieczne dla państwa. Ten zgodził się, podkreślając jednak, że może on istnieć maksymalnie rok. 17 czerwca 1934 ukazało się Rozporządzenie Prezydenta Rzeczypospolitej w sprawie osób zagrażających bezpieczeństwu, spokojowi i porządkowi publicznemu. Jego następstwem było utworzenie obozu w Berezie Kartuskiej.
Proces współpracowników zamachowca (których polskiej policji udało się schwytać w różnych okolicznościach) odbył się w dniach 18 listopada 1935 – 13 stycznia 1936 w Warszawie. Wszyscy oni byli członkami tzw. Krajowego Prowidu, czyli Krajowej Ekspozytury Organizacji Ukraińskich Nacjonalistów (OUN). Łącznie oskarżono i skazano 12 osób:
- Stepan Bandera – oskarżony o nakłanianie Maciejki do zabójstwa, udzielanie pomocy Łebedowi i Maciejce w postaci pieniędzy i broni; uznany za winnego; skazany na karę śmierci z zamianą na mocy amnestii na dożywocie,
- Mykoła Łebed´ – oskarżony o nakłanianie Maciejki do zabójstwa, prowadzenie dla niego wywiadu w Warszawie odnośnie do trybu życia Pierackiego; uznany za winnego; skazany na karę śmierci z zamianą na mocy amnestii na karę dożywotniego więzienia,
- Daria Hnatkiwska – oskarżona o prowadzenie wywiadu; uznana za winną; skazana na 16 lat więzienia,
- Jarosław Karpyneć – oskarżony o sporządzenie bomby; uznany za winnego; skazany na karę śmierci z zamianą na mocy amnestii na dożywocie,
- Mykoła Kłymyszyn – oskarżony o dostarczenie materiałów wybuchowych i przewiezienie bomby do Warszawy; uznany za winnego; skazany na karę dożywotniego więzienia,
- Iwan Maluca – oskarżony o dostarczenie Łebedowi pieniędzy i przygotowanie schronień dla zamachowca w Lublinie i Poznaniu; uznany za winnego; skazany na 12 lat więzienia,
- Bohdan Pidhajnyj – oskarżony o dostarczenie pistoletu mordercy; uznany za winnego; skazany na karę dożywotniego więzienia,
- Jakiw Czornij – oskarżony o pomoc w ucieczce zamachowcowi; uznany za winnego; skazany na 7 lat więzienia (po zastosowaniu amnestii i z zaliczeniem aresztu śledczego),
- Jewhen Kaczmarskyj – oskarżony o pomoc w ucieczce zamachowcowi, uznany za winnego; skazany na 12 lat więzienia,
- Roman Myhal – oskarżony o pomoc w ucieczce zamachowcowi; uznany za winnego; skazany na 12 lat więzienia,
- Jarosław Rak – oskarżony o pomoc w ucieczce zamachowcowi; uznany za winnego; skazany na 7 lat więzienia (po zastosowaniu amnestii i z zaliczeniem aresztu śledczego),
- Kateryna Zaryćka – oskarżona o pomoc w ucieczce zamachowcowi; uznana za winną; skazana na 8 lat więzienia[91].

## Ordery i odznaczenia
- Order Orła Białego (pośmiertnie, 17 czerwca 1934)[92]
- Krzyż Srebrny Orderu Wojskowego Virtuti Militari nr 6025[93] (17 maja 1922)[94][95]
- Krzyż Wielki Orderu Odrodzenia Polski[96]
- Krzyż Komandorski z Gwiazdą Orderu Odrodzenia Polski[96][93]
- Krzyż Niepodległości (6 czerwca 1931)[97][93]
- Krzyż Oficerski Orderu Odrodzenia Polski (7 lipca 1925)[98]
- Krzyż Walecznych (czterokrotnie)[93]
- Złoty Krzyż Zasługi (29 kwietnia 1925)[99][100]
- Medal Pamiątkowy za Wojnę 1918–1921[93]
- Medal Dziesięciolecia Odzyskanej Niepodległości
- Złota Odznaka Honorowa Ligi Obrony Powietrznej i Przeciwgazowej I stopnia[101] (1934)
- Odznaka pamiątkowa IV Odcinka „Obrony Lwowa”[102]
- Wielka Wstęga Orderu Feniksa (Grecja)[93]
- Wielka Wstęga Orderu Krzyża Orła (Estonia, 1934)[103]
- Krzyż Komandorski Orderu Świętego Grzegorza Wielkiego (Watykan, 1925)[104]

## Upamiętnienie

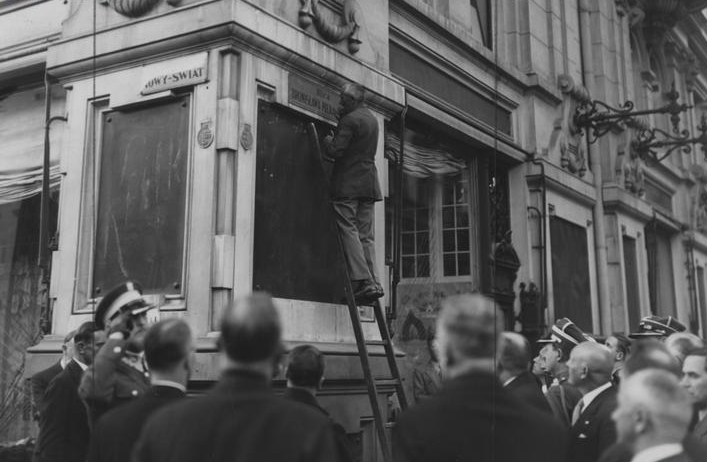
Uroczystość przemianowania ulicy Foksal w Warszawie na ulicę Bronisława Pierackiego

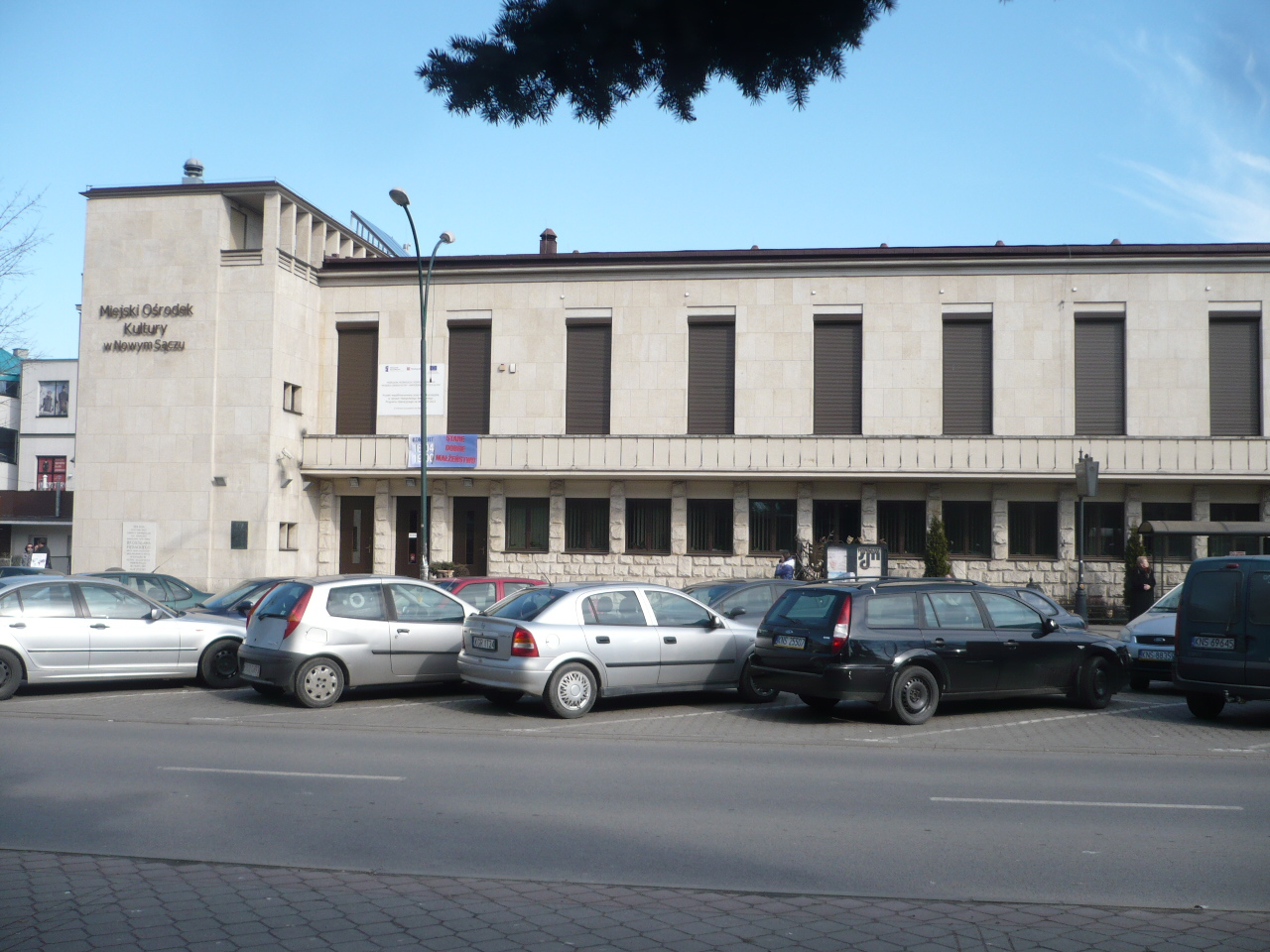
Dom-pomnik Pierackiego w Nowym Sączu, zbudowany w 1938; obecnie Miejski Dom Kultury przy al. Wolności 23, stan z marca 2015

Na wniosek ministra spraw wojskowych Józefa Piłsudskiego, 16 czerwca 1934 prezydent Rzeczypospolitej Ignacy Mościcki awansował pośmiertnie Pierackiego z dniem 15 czerwca 1934 na stopnień generała brygady. 17 czerwca 1934 Pieracki pośmiertnie został także kawalerem Orderu Orła Białego za istotne i wybitne zasługi położone w pracy nad odzyskaniem i utrwaleniem niepodległości Polski. 18 czerwca ogłoszono żałobę narodową – ośmiodniową dla wszystkich urzędów państwowych, a dla podległych Ministerstwu Spraw Wewnętrznych urzędów i policji – trwającą aż 28 dni.
W połowie 1934 anonsowano zamiar nazwania imieniem Bronisława Pierackiego ulic w każdym z miast trzech województw Polski południowo-wschodniej. Pośmiertnie jego imię otrzymało wiele ulic w polskich miastach. Po wojnie w większości nie powróciły one do poprzednich nazw. Pierwszą z nich była ta, przy której dokonano zamachu – ul. Foksal w Warszawie, przemianowana na ulicę Bronisława Pierackiego już 16 czerwca 1934 o godz. 18. W uroczystości wziął udział ówczesny prezydent Warszawy – Marian Zyndram-Kościałkowski. Inne ulice, które otrzymały imię zamordowanego polityka znajdowały się w:
- Białej Podlaskiej (obecnie ul. Brzeska)[107],
- Białymstoku (obecnie ul. Warszawska)[108],
- Bydgoszczy (obecnie ul. Karola Chodkiewicza)[109],
- Chełmie (obecnie ul. Adama Mickiewicza)[110],
- Chorzowie (obecnie ul. Jana Kasprowicza)[111]
- Chrzanowie (obecnie ul. Krakowska)[112]
- Cieszynie (obecnie ul. Franciszka Barteczka)[113],
- Gdyni (obecnie ul. Dworcowa),
- Katowicach (obecnie ul. Staromiejska i ul. Zygmunta Waltera-Jankego)[114],
- Krakowie (obecnie ul. Studencka)[115],
- Krzemieńcu (przemianowana ul. Dyrektorska)
- Leżajsku (obecnie ul. Burmistrzów Jana i Leopolda Zawilskich),
- Lublinie (obecnie ul. Żołnierzy Niepodległej)[116][117][118],
- Lwowie (obecnie ul. Zaliznyczna)[119],
- Łapach (obecnie ul. Główna)[120],
- Łomży (obecnie ul. Dworna)[116][121],
- Łodzi (przemianowana ul. Ewangelicka; obecnie F.D. Rosevelta)[122],
- Opalenicy (przemianowana ul. Zbąszyńska)[116],
- Ostrowie Wielkopolskim (obecnie ul. Mielczarskiego)[123]
- Poznaniu (obecnie ul. Gwarna)[116][124],
- Radomiu (obecnie ul. Mieczysława Niedziałkowskiego),
- Radzyniu Podlaskim (przemianowana ul. Ostrowiecka)[116],
- Sanoku (wcześniej i później ul. Kolejowa)[125][126]
- Sosnowcu (obecnie al. Zwycięstwa)[116][127],
- Stanisławowie (obecnie ul. Szewczenki)[128][129],
- Wadowice (późniejsza 15 grudnia)[130]
- Wieliczce (po II wojnie światowej – ul. Świerczewskiego; obecnie ul. Gdowska),
- Tarnowie (obecnie ul. Adama Mickiewicza)[131],
- Tarnowskich Górach (obecnie ul. Stanisława Wyspiańskiego),
- Zgierzu (obecnie ul. Łęczycka)[116][132],
- Żninie (obecnie ul. 700-lecia)[133].

W Częstochowie plac Bronisława Pierackiego, obecnie plac Biegańskiego. Istniał także plac Pierackiego w Myszkowie. Teraz to plac Dworcowy. Obecnie ulice imienia Bronisława Pierackiego istnieją m.in. w Krakowie, Nowym Sączu.
W 1934 Instytut Propagandy Państwowo-Twórczej wydał hagiograficzną biografię Pierackiego autorstwa Edmunda Jezierskiego pt. Bronisław Pieracki: generał Brygady, minister Spraw Wewnętrznych, poseł na Sejm, żołnierz, mąż stanu, człowiek, opisującą jego życie od lat najmłodszych i walki w Legionach, aż po objęcie stanowiska ministra spraw wewnętrznych i zamach na jego życie.
Podczas obchodów Święta Niepodległości w listopadzie 1934 została odsłonięta tablica upamiętniająca Bronisława Pierackiego w Brzuchowicach. 5 października 1935 w budynku Ministerstwa Spraw Wewnętrznych odsłonięto tablicę pamiątkową ku czci Bronisława Pierackiego. W uroczystości wziął udział m.in. ówczesny szef tego resortu, Marian Zyndram-Kościałkowski.
W Nowym Sączu, naprzeciwko Cmentarza Zasłużonych na którym został pochowany Pieracki, powstał „Dom Społeczny” jako dom-pomnik jego imienia, poświęcony podczas obchodów trzeciej rocznicy jego śmierci 15 czerwca 1937. Wówczas na fasadzie gmachu odsłonięto tablicę pamiątkową. Po II wojnie światowej zmieniono jego nazwę na „Dom Kultury Kolejarza”. Obecnie jest to Miejski Ośrodek Kultury w Nowym Sączu.
W drugiej połowie lat 30. powstała fundacja stypendialna im. B. Pierackiego. Władze Łodzi ustanowiły na jego cześć dwa stypendia, przyznawane przez Zarząd Miejski na wniosek Wydziału Oświaty i Kultury. Pierwsze z nich przeznaczone było dla ubogich studentów z krajowych szkół akademickich na wydziałach samorządowych. Drugie dotyczyło sierot po uczestnikach walk o niepodległość. Maksymalny okres pobierania stypendium wynosił 5 lat, a jego wysokość – 1200 zł. Podobne stypendium zostało ufundowane przez Komitet Uczczenia Pamięci Bronisława Pierackiego – przeznaczono je dla uczniów szkół, do których uczęszczał niegdyś minister (gimnazjum w Nowym Sączu i Uniwersytet Jagielloński).
Przed 1939 na dworcu kolejowym Lwów Główny została odsłonięta tablica upamiętniająca Bronisława Pierackiego.

## Życie prywatne
O życiu prywatnym Bronisława Pierackiego wiadomo niewiele. Był samotnikiem, nigdy nie założył rodziny, nie związał się na stałe z żadną kobietą, był kawalerem do końca życia. Według Mariana Romeyki powodem tego była choroba skóry, na którą rzekomo cierpiał (egzema lub łuszczyca). Podobnego zdania był Henryk Gruber.

## Wywód genealogiczny
| NN Pieracki | NN Pieracki |                                    |                                    | NN | NN |  |  | Edward Budziszowski | Edward Budziszowski |                            |                            | Wanda Błażowska | Wanda Błażowska |
|             |             |                                    |                                    |    |    |  |  |                     |                     |                            |                            |                 |                 |
|             |             |                                    |                                    |    |    |  |  |                     |                     |                            |                            |                 |                 |
|             |             | Stanisław Jan Pieracki (1849-1929) | Stanisław Jan Pieracki (1849-1929) |    |    |  |  |                     |                     | Eugenia Maria Budziszowska | Eugenia Maria Budziszowska |                 |                 |
|             |             |                                    |                                    |    |    |  |  |                     |                     |                            |                            |                 |                 |
|             |             |                                    |                                    |    |    |  |  |                     |                     |                            |                            |                 |                 |
|             |             |                                    |                                    |    |    |  |  |                     |                     |                            |                            |                 |                 |

|  |  |  |  | Bronisław Wilhelm Pieracki ur. 28 maja 1895, zm. 15 czerwca 1934 |